# 1942

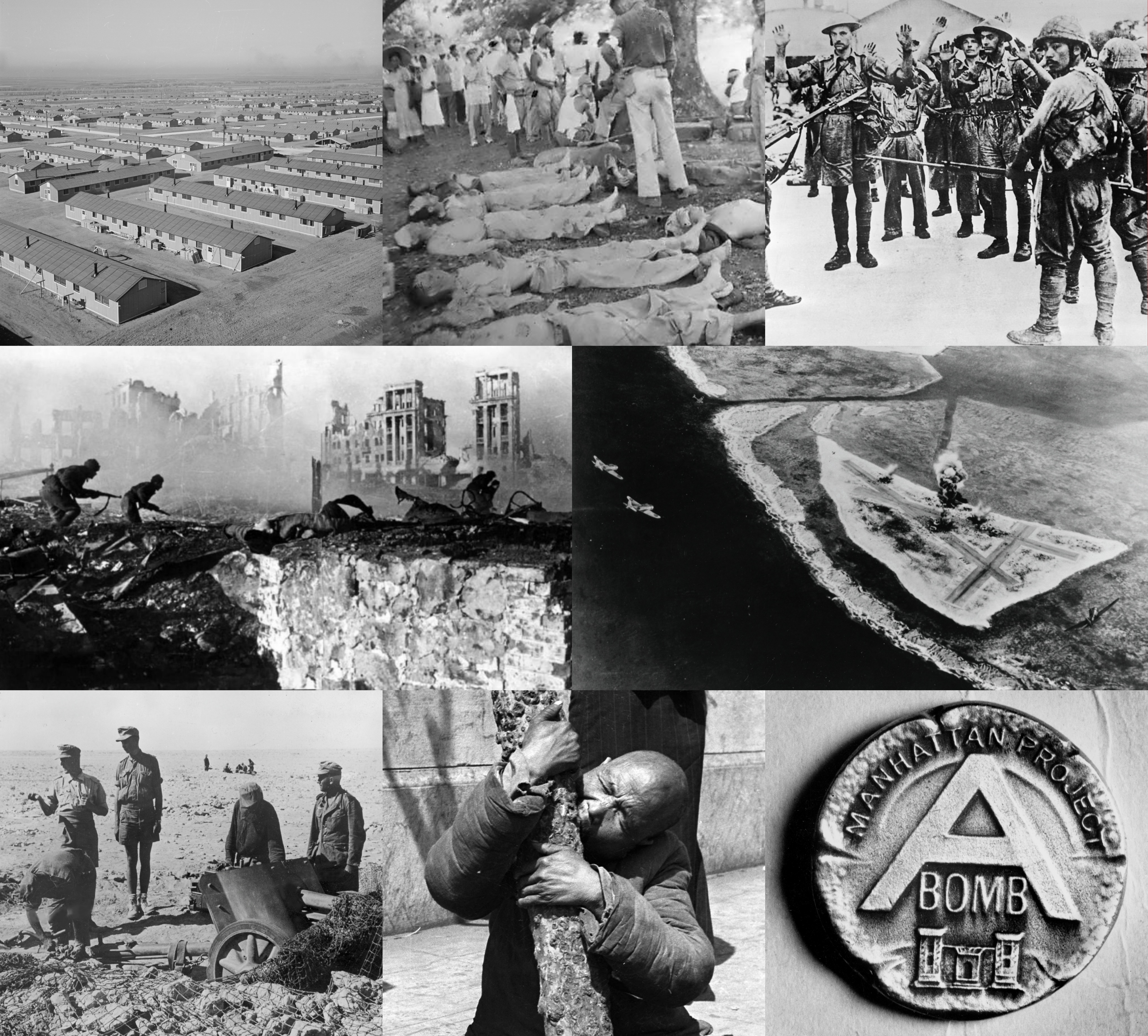

1942 (MCMXLII) là một năm thường bắt đầu vào Thứ năm của lịch Gregory, năm thứ 1942 của Công nguyên hay của Anno Domini, the năm thứ 942  của thiên niên kỷ 2, năm thứ 42  của thế kỷ 20, và năm thứ  3   của thập niên 1940. 

## Sự kiện

### Tháng 1
- 1 tháng 1: Mỹ, Anh, Pháp, Liên Xô và 26 nước họp tại Washington DC
- 11 tháng 1: Nhật Bản đánh chiếm Kuala Lumpur.
- 15 tháng 1: Nhật Bản đánh chiếm Malacca.
- 19 tháng 1: Nhật Bản xâm lược Miến Điện.
- 25 tháng 1: Thái Lan tuyên chiến với Mỹ và Anh.
- 31 tháng 1: Nhật Bản nổ súng tấn công Singapore.

### Tháng 2
- 15 tháng 2: Nhật Bản đánh chiếm hải cảng Singapore.
- 22 tháng 2: Hoa Kỳ rút quân khỏi Philippines

### Tháng 3
- 8 tháng 3: Nhật Bản đánh chiếm Rangoon.

### Tháng 4
- 18 tháng 4: Nhật Bản xâm chiếm Philippines.

### Tháng 5
- 1 tháng 5: Nhật Bản triển khai tam quang chính sách.
- 4 tháng 5: Nhật Bản đánh chiếm Manila

### Tháng 6
- 4 - 7 tháng 6: Diễn ra trận Midway, hai bên tham chiến là Hoa Kỳ và Nhật Bản. Kết quả là Hoa Kỳ giành chiến thắng, Nhật Bản thua thảm hại.

### Tháng 8
23 tháng 8: Diễn ra trận chiến Stalingrad ác liệt nhất thế chiến II

### Tháng 10
- 4 tháng 10: Đức rút quân khỏi đảo Corse
- 23 tháng 10: Khai chiến trận El Alamein lần thứ 2.

### Tháng 11
- 4 tháng 11: Kết thúc trận El Alamein, quân Đức thảm bại
- 8 tháng 11: Đồng minh đổ bộ lên Bắc Phi thuộc Pháp
- 12 tháng 11: Xảy ra chiến dịch Guadalcanal.
- 19 tháng 11: Liên Xô bắt đầu phản công tại Stalingrad.
- 22 tháng 11: Liên Xô tiến công bao vây quân đoàn 6 của Đức tại Stalingrad

## Sinh

### Tháng 1

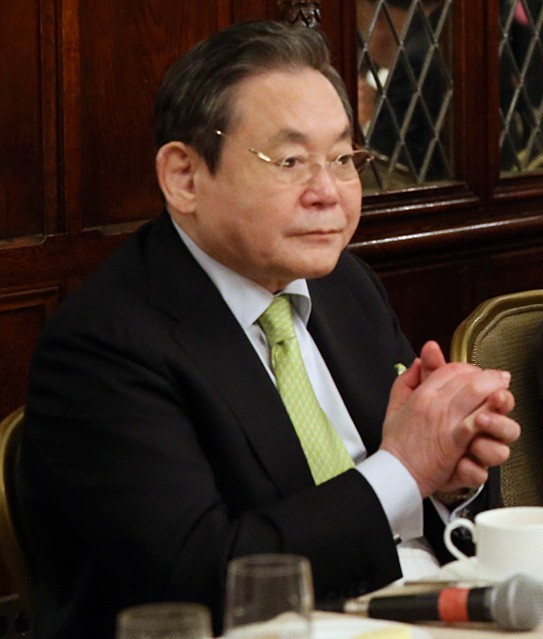
Lee Kun-hee

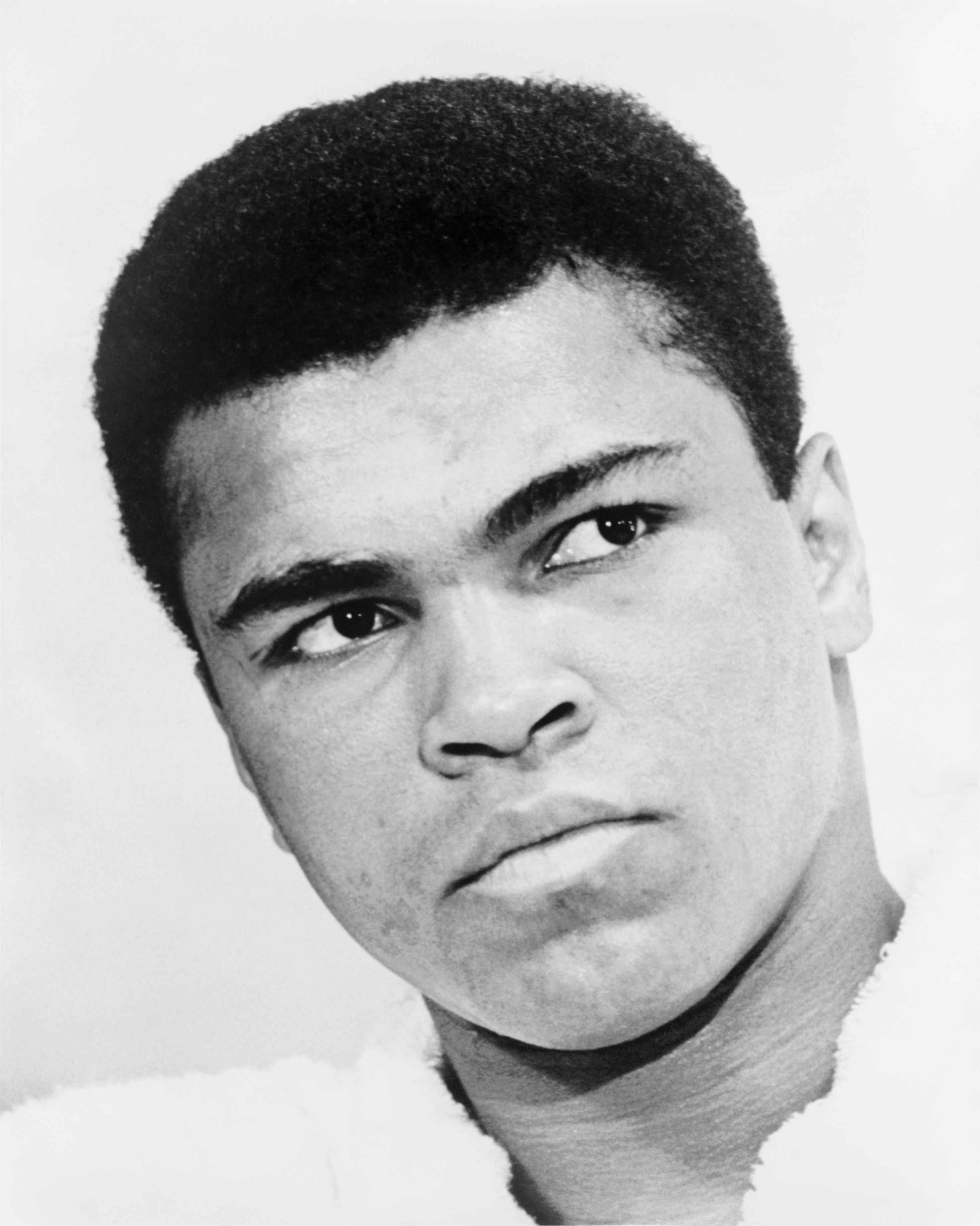
Muhammad Ali

- 1 tháng 1 - Martin Frost, chính trị gia người Mỹ
- 1 tháng 1 - Gennadi Sarafanov, nhà du hành vũ trụ người Liên Xô
- 3 tháng 1 - John Thaw, diễn viên người Anh, (mất 2002)
- 5 tháng 1 - Maurizio Pollini, nghệ sĩ dương cầm người Ý
- 5 tháng 1 - Charlie Rose, người dẫn chương trình người Mỹ
- 5 tháng 1 - Jan Leeming, nguyên phát thanh viên bản tin của đài BBC
- 7 tháng 1 - Vasily Alexeev, vận động viên cử tạ người Liên Xô
- 8 tháng 1 - Stephen Hawking, nhà vật lý người Anh
- 8 tháng 1 - Junichiro Koizumi, thủ tướng Nhật
- 8 tháng 1 - Yvette Mimieux, nữ diễn viên người Mỹ
- 8 tháng 1 - George Passmore, nghệ sĩ người Anh
- 9 tháng 1 - Lee Kun-hee, chủ tịch Tập đoàn điện tử Samsung người Hàn Quốc (m. 2020)
- 11 tháng 1 - Clarence Clemons, nhạc sĩ người Mỹ
- 15 tháng 1 - Charo, ca sĩ, nữ diễn viên người Mỹ
- 17 tháng 1:
  - Muhammad Ali, võ sĩ quyền Anh người Mỹ (m. 2016)
  - Cus D'Amato, ông bầu quyền Anh (mất. 1985)
  - Ulf Hoelscher, nghệ sĩ vĩ cầm người Đức
  - Nancy Parsons, nữ diễn viên người Mỹ, (mất 2001)
- 19 tháng 1 - Michael Crawford, ca sĩ, diễn viên người Anh
- 25 tháng 1 - Jens Nygaard Knudsen, nhà sáng tạo búp bê đồ chơi LEGO người Đan Mạch, (mất 2020)
- 25 tháng 1 - Carl Eller, cầu thủ bóng bầu dục người Mỹ
- 25 tháng 1 - Eusébio, cầu thủ bóng đá người Bồ Đào Nha
- 31 tháng 1 - Derek Jarman, đạo diễn phim, nhà văn người Anh, (mất 1994)
- 31 tháng 1 - Daniela Bianchi, nữ diễn viên người Ý

### Tháng 2
- 1 tháng 2 - Terry Jones, diễn viên, nhà văn người Wales
- 2 tháng 2 - Graham Nash, nhạc sĩ nhạc Rock người Mỹ, sinh tại Anh
- 5 tháng 2
  - Nguyễn Phúc Phương Dung, Con gái của Bảo Đại
  - Roger Staubach, cầu thủ bóng bầu dục người Mỹ
- 9 tháng 2 - Carole King, ca sĩ, nhà soạn nhạc người Mỹ
- 12 tháng 2 - Ehud Barak, Thủ tướng Israel
- 13 tháng 2 - Peter Tork, nhạc sĩ, diễn viên người Mỹ
- 14 tháng 2 - Andrew Robinson, diễn viên người Mỹ
- 15 tháng 2:
  - Hữu Thỉnh, Nhà thơ, chính khách Việt Nam.
  - Sherry Jackson, nữ diễn viên người Mỹ
- 16 tháng 2 - Kim Jong-il, chủ tịch nước Cộng hòa Dân chủ nhân dân Triều Tiên
- 19 tháng 2 - Paul Krause, cầu thủ bóng bầu dục người Mỹ
- 20 tháng 2 - Phil Esposito, vận động viên khúc côn cầu người Canada
- 21 tháng 2 - Margarethe von Trotta, nữ diễn viên, đạo diễn phim, nhà văn người Đức
- 24 tháng 2:
  - Joseph Lieberman, chính trị gia người Mỹ
  - Lý Huỳnh, nghệ sĩ nhân dân, Võ sư, diễn viên người Việt Nam (m. 2020)
- 27 tháng 2 - Robert H. Grubbs, nhà hóa học, giải thưởng Nobel người Mỹ
- 28 tháng 2 - Brian Jones, nhạc sĩ (The Rolling Stones) người Anh, (mất 1969)

### Tháng 3
- 4 tháng 3 - Gloria Gaither, người sáng tác bài hát người Mỹ
- 5 tháng 3 - Felipe González Márquez, chính trị gia người Tây Ban Nha
- 9 tháng 3 - John Cale, nhà soạn nhạc, nhạc sĩ người Wales
- 12 tháng 3 - Jimmy Wynn, vận động viên bóng chày người Mỹ
- 13 tháng 3: 
  - Dave Cutler, kĩ sư phần mềm người Mỹ
  - Scatman John, nhạc sĩ người Mỹ, (mất 1999)
- 16 tháng 3 - James Soong, chính trị gia người Đài Loan
- 25 tháng 3: 
  - Aretha Franklin, ca sĩ người Mỹ (m. 2018)
  - Richard O'Brien, diễn viên, nhà văn người Anh
- 26 tháng 3 - Erica Jong, tác gia người Mỹ
- 27 tháng 3: 
  - John E. Sulston, nhà hoá học người Anh, giải thưởng Nobel về Vật lý - Dược học
  - Michael York, diễn viên người Anh
  - Michael Jackson, nhà văn người Anh, (mất 2007)
  - Waiphot Phetsuphan, là một ca sĩ, nhạc sĩ người Thái Lan (m. 2022)
- 28 tháng 3 - Mike Newell, đạo diễn phim người Anh
- 29 tháng 3 - Scott Wilson, diễn viên người Mỹ

### Tháng 4
- 2 tháng 4 - John Irving, tác gia người Mỹ
- 2 tháng 4 - Lou Reed, ca sĩ, người sáng tác bài hát, nghệ sĩ đàn ghita người Mỹ
- 2 tháng 4 - Leon Russell, ca sĩ, người sáng tác bài hát, nghệ sĩ dương cầm, nghệ sĩ đàn ghita người Mỹ
- 3 tháng 4 - Marsha Mason, nữ diễn viên người Mỹ
- 3 tháng 4 - Wayne Newton, ca sĩ người Mỹ
- 4 tháng 4 - Elizabeth Levy, tác gia người Mỹ
- 6 tháng 4 - Barry Levinson, Film producer, đạo diễn phim người Mỹ
- 8 tháng 4 - Roger Chapman, ca sĩ người Anh
- 14 tháng 4 - Valeriy Brumel, vận động viên điền kinh người Nga, (mất 2003)
- 15 tháng 4 - Kenneth Lay, doanh nhân người Mỹ, (mất 2006)
- 15 tháng 4 - Julie Sommars, nữ diễn viên người Mỹ
- 17 tháng 4 - David Bradley, diễn viên người Anh
- 23 tháng 4 - Sandra Dee, nữ diễn viên người Mỹ, (mất 2005)
- 24 tháng 4 - Barbra Streisand, ca sĩ, nữ diễn viênnhà soạn nhạc người Mỹ
- 26 tháng 4 - Bobby Rydell, ca sĩ người Mỹ
- 26 tháng 4 - Michael Kergin, nhà ngoại giao người Canada
- 26 tháng 4 - Claudine Auger, nữ diễn viên người Pháp

### Tháng 5
- 5 tháng 5 - Tammy Wynette, nhạc sĩ người Mỹ, (mất 1998)
- 10 tháng 5 - Youssouf Sambo Bâ, chính trị gia người Burkina Faso
- 12 tháng 5 - Ian Dury, nhạc sĩ người Anh, (mất 2000)
- 17 tháng 5 - Taj Mahal, ca sĩ, nghệ sĩ đàn ghita người Mỹ
- 18 tháng 5 - Albert Hammond, nhạc sĩ, nhà soạn nhạc người Anh
- 18 tháng 5 - Nobby Stiles, cầu thủ bóng đá người Anh
- 20 tháng 5 - David Proval, diễn viên người Mỹ
- 22 tháng 5 - Calvin Simon, nhạc sĩ người Mỹ
- 23 tháng 5 - Gabriel Liiceanu, nhà triết học người România
- 26 tháng 5 - Levon Helm, nhạc sĩ người Mỹ

### Tháng 6
- 3 tháng 6 - Curtis Mayfield, nhạc sĩ người Mỹ, (mất 1999)
- 3 tháng 6 - Frank McRae, diễn viên người Mỹ
- 7 tháng 6 - Muammar al-Gaddafi, nhà cầm quyền người Libya  (m. 2011)
- 10 tháng 6 - Preston Manning, chính trị gia người Canada
- 12 tháng 6 - Trần Thiện Thanh (Nhật Trường), nhạc sĩ, ca sĩ, hạ sĩ quan của Việt Nam Cộng Hòa (m. 2005)
- 18 tháng 6 - Paul McCartney, nhạc sĩ, nhà soạn nhạc người Anh
- 18 tháng 6 - Hans Vonk, người chỉ huy dàn nhạc người Đức
- 19 tháng 6 - Ralna English, ca sĩ người Mỹ
- 20 tháng 6 - Brian Wilson, ca sĩ người Mỹ
- 27 tháng 6 - Bruce Johnston, nhạc sĩ người Mỹ

### Tháng 7

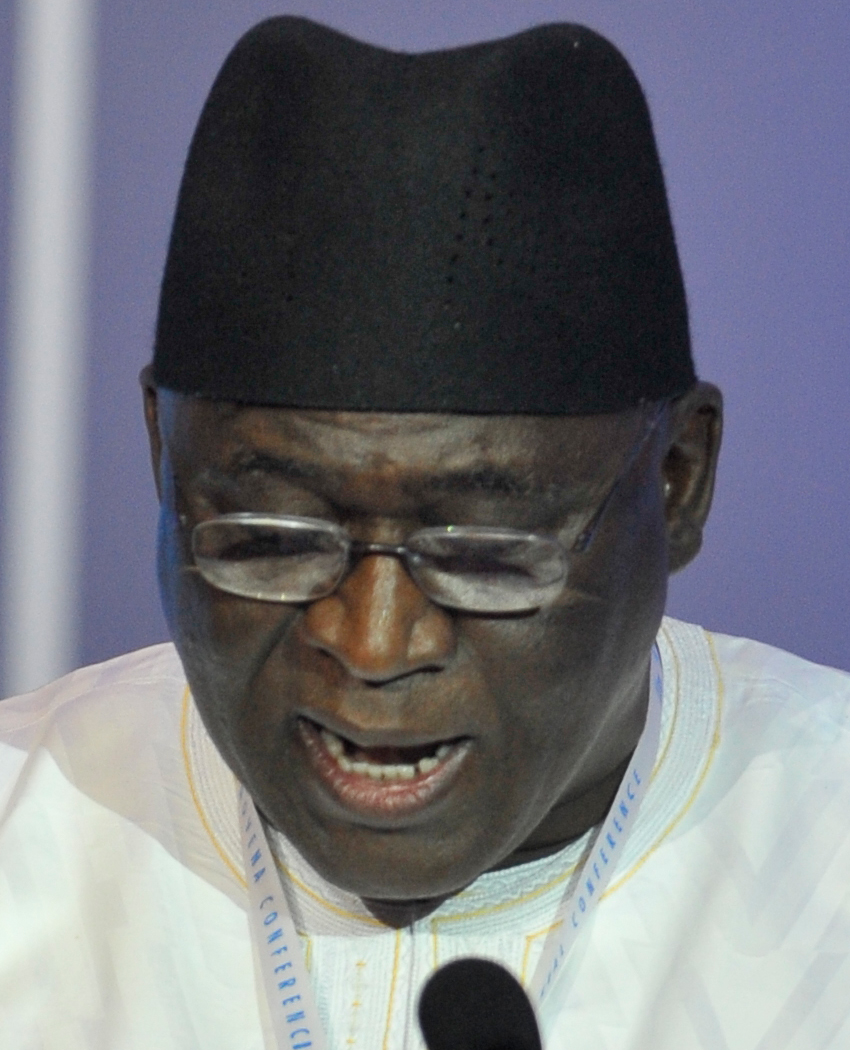
Modibo Keita

- 4 tháng 7 - Floyd Little, cầu thủ bóng bầu dục người Mỹ
- 10 tháng 7 - Ronnie James Dio, ca sĩ người Mỹ
- 13 tháng 7 - Harrison Ford, diễn viên, Film producer người Mỹ
- 13 tháng 7 - Roger McGuinn, nhạc sĩ người Mỹ
- 15 tháng 7 - Mil Mascaras, đô vật Wrestling người México
- 24 tháng 7 - Chris Sarandon, diễn viên người Mỹ
- 27 tháng 7 - Dennis Ralston, vận động viên quần vợt người Mỹ
- 29 tháng 7 - Nguyễn Văn Rinh, Thượng tướng Quân đội Nhân dân Việt Nam
- 29 tháng 7 - Tony Sirico, diễn viên người Mỹ
- 31 tháng 7:
  - Modibo Keita, Thủ tướng thứ 8 của Mali (m. 2021)
  - Thanh Nga, nghệ sĩ cải lương tài sắc nổi tiếng của Việt Nam (mất 1978).

### Tháng 8

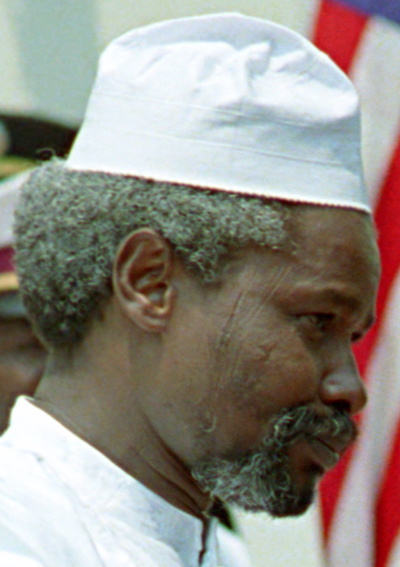
Hissène Habré

- 1 tháng 8 - Jerry Garcia, nhạc sĩ người Mỹ
- 2 tháng 8 - Isabel Allende, nhà văn người Chile
- 13 tháng 8 - Hissène Habré, Thủ tướng thứ nhất và Tổng thống thứ 5 của Chad (m. 2021)
- 20 tháng 8 - Isaac Hayes, ca sĩ, diễn viên người Mỹ
- 26 tháng 8 - Dennis Turner (Lord Bilston), chính trị gia người Anh
- 28 tháng 8 - Sterling Morrison, nhạc sĩ người Mỹ, (mất 1995)

### Tháng 9
- 3 tháng 9 - John Shrapnel, diễn viên người Anh
- 22 tháng 9 - David Stern (mat 2020)
- 28 tháng 9 - Marshall Bell, diễn viên người Mỹ
- 29 tháng 9 - Madeline Kahn, nữ diễn viên người Mỹ, (mất 1999)
- 29 tháng 9 - Ian McShane, diễn viên người Anh
- 30 tháng 9 - Frankie Lymon, ca sĩ người Mỹ, (mất 1968)

### Tháng 10

Ngọc Hương

- 1 tháng 10 - Hà Mạnh Trí, Nguyên Viện trưởng Viện KSND tối cao Việt Nam (m. 2021)
- 6 tháng 10 - Britt Ekland, nữ diễn viên người Thụy Điển
- 8 tháng 10 - Ngọc Hương - là một nữ nghệ sĩ cải lương người Việt Nam (m. 2017)
- 11 tháng 10 - Amitabh Bachchan, diễn viên người Ấn Độ
- 12 tháng 10 - Melvin Franklin, nhạc sĩ người Mỹ, (mất 1995)
- 15 tháng 10 - Penny Marshall, nữ diễn viênFilm producer, đạo diễn phim người Mỹ
- 20 tháng 10 - Earl Hindman, diễn viên người Mỹ, (mất 2003)
- 21 tháng 10: - Elvin Bishop, nhạc sĩ người Mỹ
- 22 tháng 10 - Annette Funicello, nữ diễn viên người Mỹ
- 23 tháng 10 - Michael Crichton, tác gia người Mỹ
- 26 tháng 10 - Bob Hoskins, diễn viên người Anh
- 26 tháng 10 - Chelcie Ross, diễn viên người Mỹ
- 27 tháng 10 - Phương Quang, nghệ sĩ cải lương Việt Nam (m. 2018)

### Tháng 11

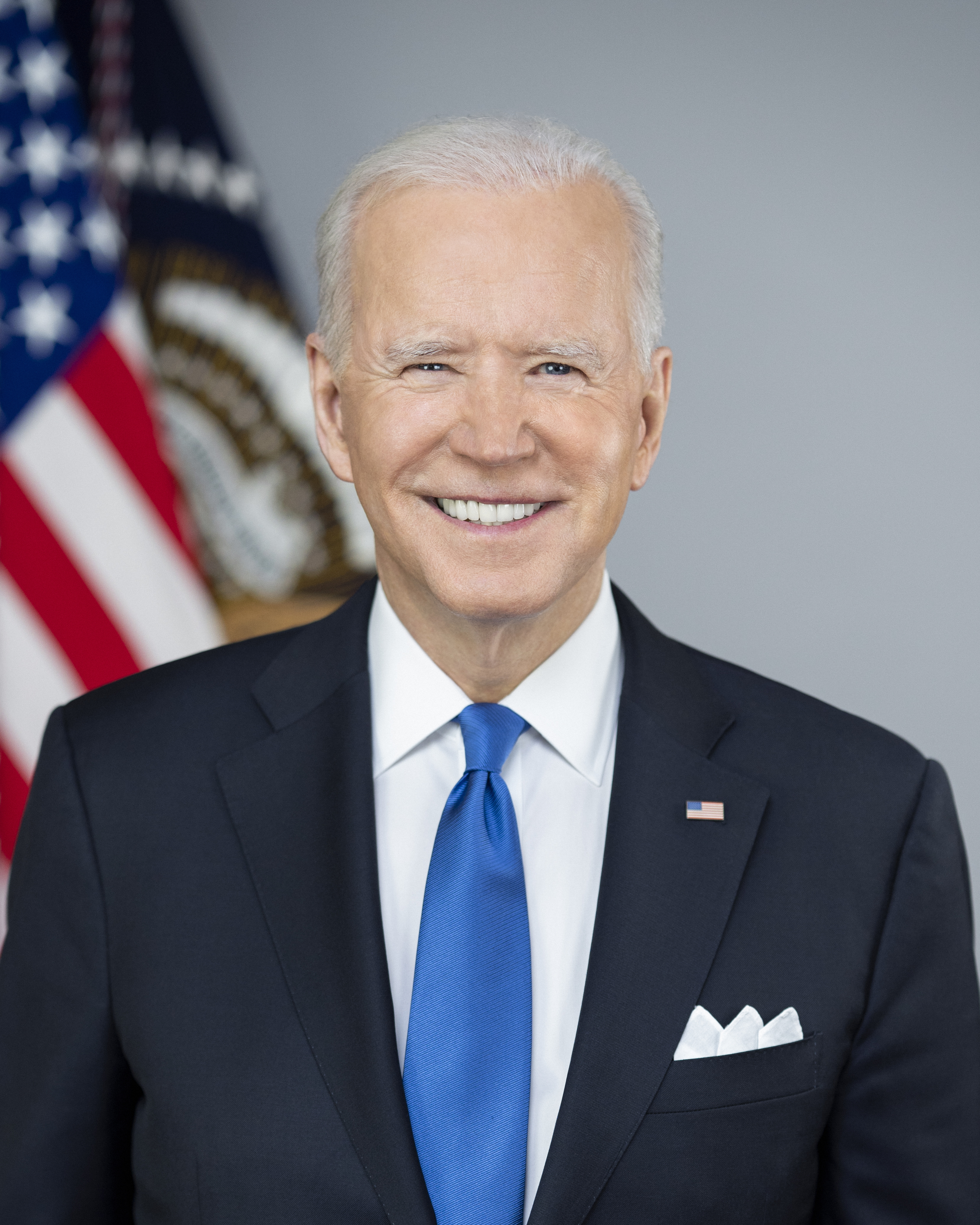
Joe Biden

- 2 tháng 11 - Stefanie Powers, nữ diễn viên người Mỹ
- 8 tháng 11 - Angel Cordero Jr., vận động viên đua ngựa người Puerto Rican
- 8 tháng 11 - Fernando Sorrentino, nhà văn người Argentina
- 11 tháng 11 - Trương Vĩnh Trọng, nguyên Phó Thủ tướng Chính phủ Việt Nam. (m. 2021)
- 10 tháng 11 - Robert F. Engle, nhà kinh tế học, giải thưởng Nobel người Mỹ
- 13 tháng 11 - John P. Hammond, ca sĩ người Mỹ
- 15 tháng 11 - Daniel Barenboim, nghệ sĩ dương cầm, người chỉ huy dàn nhạc người Argentina
- 17 tháng 11 - Martin Scorsese, đạo diễn phim người Mỹ
- 18 tháng 11 - Linda Evans, nữ diễn viên người Mỹ
- 18 tháng 11 - Susan Sullivan, nữ diễn viên người Mỹ
- 20 tháng 11 – Joe Biden, tổng thống thứ 46 của Mỹ
- 22 tháng 11 - Francis K. Butagira, đại sứ người Uganda
- 24 tháng 11 - Billy Connolly, diễn viên hài người Scotland
- 27 tháng 11 - Henry Carr, vận động viên điền kinh người Mỹ
- 27 tháng 11 - Jimi Hendrix, nhạc sĩ người Mỹ, (mất 1970)
- 28 tháng 11 - Paul Warfield, cầu thủ bóng bầu dục người Mỹ
- 29 tháng 11 - Michael Craze, diễn viên người Anh, (mất 1998)
- 29 tháng 11 - Philippe Huttenlocher, ca sĩ giọng nam trung người Thụy Sĩ

### Tháng 12

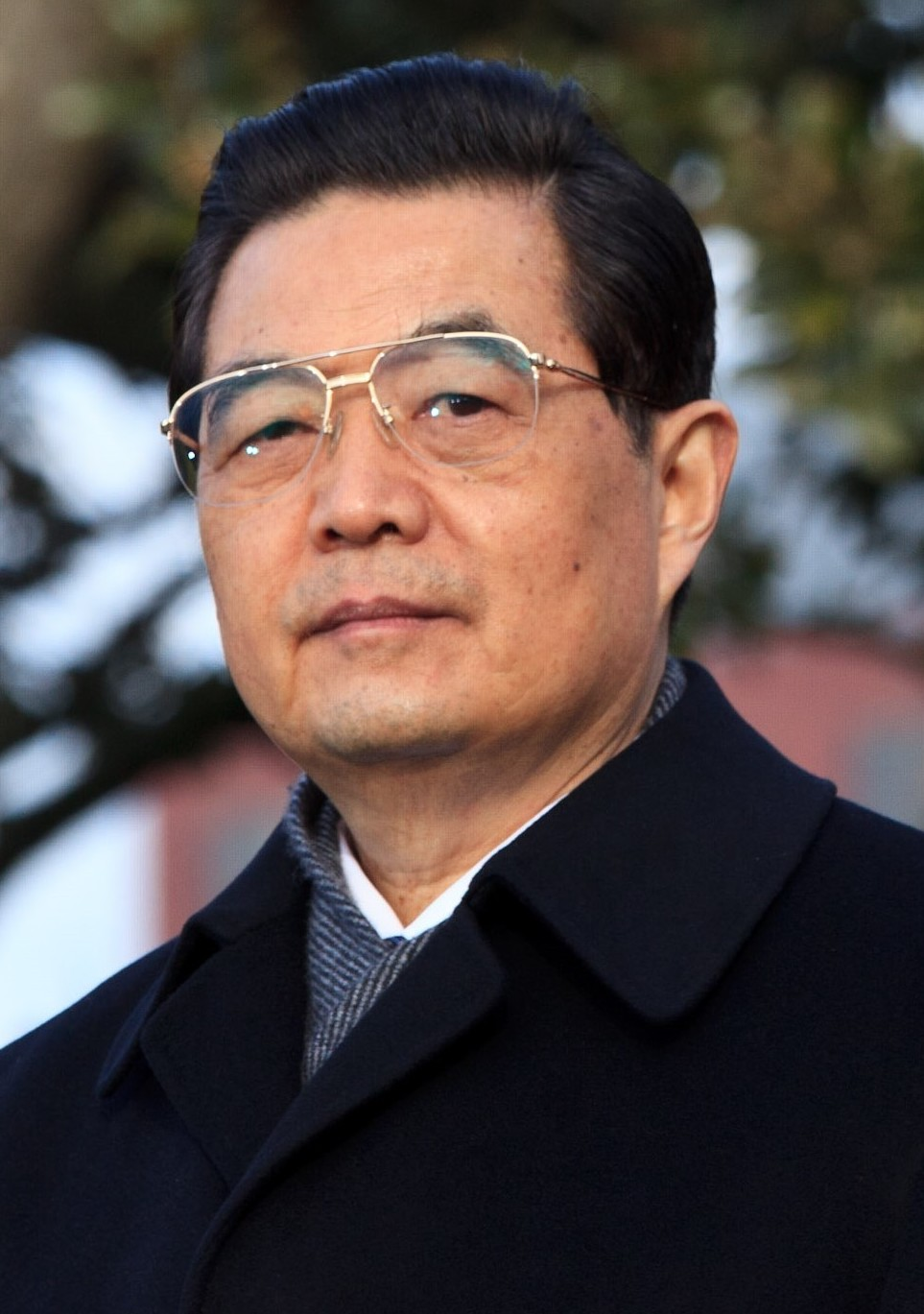
Hồ Cẩm Đào

- 4 tháng 12 - Gemma Jones, nữ diễn viên người Anh
- 6 tháng 12 - Peter Handke, tiểu thuyết gia người Áo
- 9 tháng 12 - Dick Butkus, cầu thủ bóng bầu dục người Mỹ
- 11 tháng 12 - Donna Mills, nữ diễn viên người Mỹ
- 17 tháng 12 - Paul Butterfield, nhạc sĩ người Mỹ, (mất 1987)
- 20 tháng 12 - Bob Hayes, vận động viên điền kinh người Mỹ
- 21 tháng 12 - Hồ Cẩm Đào (tiếng Trung Quốc: 胡锦涛, bính âm: Hú Jǐntāo); là Chủ tịch nước Cộng hòa Nhân dân Trung Hoa và Tổng Bí thư Đảng Cộng sản Trung Quốc
- 21 tháng 12 - Carla Thomas, ca sĩ người Mỹ
- 23 tháng 12 - Jorma Kaukonen, nhạc sĩ, người Mỹ
- 27 tháng 12 - Charmian Carr, nữ diễn viên người Mỹ
- 29 tháng 12 - Rajesh Khanna, diễn viên người Ấn Độ
- 30 tháng 12 - Betty Aberlin, nữ diễn viên người Mỹ
- 30 tháng 12 - Anne Charleston, diễn viên Australia
- 30 tháng 12 - Allan Gotthelf, nhà triết học người Mỹ
- 31 tháng 12 - Andy Summers, nghệ sĩ đàn ghita người Anh

## Mất

### Tháng 1-Tháng 6
- 6 tháng 1 - Henri de Baillet-Latour, Belgian International Olympic Committee president (b. 1876)
- 14 tháng 1 - Porfirio Barba-Jacob, nhà thơ, nhà văn người Colombia, (sinh 1883)
- 16 tháng 1 - Carole Lombard, nữ diễn viên người Mỹ, (sinh 1908)
- 26 tháng 1 - Felix Hausdorff, nhà toán học người Đức, (sinh 1868)
- 14 tháng 2 - Mirosław Ferić, phi công người Ba Lan, (sinh 1915)
- 19 tháng 2 - Frank Abbandando, găngxtơ người Mỹ, (sinh 1910)
- 22 tháng 2 - Stefan Zweig, nhà văn người Áo, (sinh 1881)
- 28 tháng 2 - Karel Doorman, đô đốc người Đức, (sinh 1889)
- 1 tháng 3 - Cornelius Vanderbilt III, sĩ quan quân đội, nhà phát minh, kĩ sư người Mỹ, (sinh 1873)
- 8 tháng 3 - José Raúl Capablanca, đấu thủ cờ vua người Cuba, (sinh 1888)
- 10 tháng 3 - William Henry Bragg, nhà vật lý, giải thưởng Nobel người Anh, (sinh 1862)
- 21 tháng 3 - J.S Woodsworth, chính trị gia người Canada, (sinh 1874)
- 15 tháng 4 - Robert Musil, tiểu thuyết gia người Áo, (sinh 1880)
- 17 tháng 4 - Jean Baptiste Perrin, nhà vật lý, giải thưởng Nobel người Pháp, (sinh 1870)
- 18 tháng 4 - Gertrude Vanderbilt Whitney, nhà điêu khắc, người giao thiệp rộng người Mỹ, (sinh 1875)
- 24 tháng 4 - Deenanath Mangeshkar, ca sĩ, nhà soạn nhạc người Ấn Độ, (sinh 1900)
- 3 tháng 5 - Thorvald Stauning, thủ tướng Đan Mạch (sinh 1873)
- 7 tháng 5 - Felix Weingartner, người chỉ huy dàn nhạc người Nam Tư, (sinh 1863)
- 27 tháng 5 - Chen Duxiu, tổng thư ký Đảng Cộng sản Trung Quốc (sinh 1879)
- 29 tháng 5 - John Barrymore, diễn viên người Mỹ, (sinh 1882)
- 7 tháng 6 - Alan Blumlein, kĩ sư điện tử người Anh, (sinh 1903)
- 27 tháng 6 - Thạch Lam, nhà văn người Việt Nam (sinh 1910)
- 30 tháng 6 - William Henry Jackson, nhà nhiếp ảnh người Mỹ, (sinh 1843)

### Tháng 7-Tháng 12
- 23 tháng 7 - Adam Czerniakow, kĩ sư, thượng nghị sĩ người Ba Lan, (sinh 1880)
- 26 tháng 7 - Roberto Arlt, nhà văn người Argentina, (sinh 1900)
- 28 tháng 7 - William Matthew Flinders Petrie, nhà Ai Cập học người Anh, (sinh 1853)
- 3 tháng 8 - Richard Willstätter, nhà hóa học người Đức, (sinh 1872)
- 22 tháng 8 - Mikhail Mikhailovich Fokin, vũ công, biên đạo múa Nga-Mỹ, (sinh 1880)[2]
- 14 tháng 9 - Ezra Seymour Gosney, người làm việc thiện, nhà ưu sinh học người Mỹ, (sinh 1855)
- 23 tháng 10 - Ralph Rainger, nhà soạn nhạc, người sáng tác bài hát người Mỹ, (sinh 1901)
- 1 tháng 11 - Hugo Distler, nhà soạn nhạc người Đức, (sinh 1908)
- 5 tháng 11 - George M. Cohan, người sáng tác bài hát, người dẫn chuyện giải trí người Mỹ, (sinh 1878)
- 19 tháng 11 - Bruno Schulz, nhà văn, họa sĩ người Ba Lan, (sinh 1892)
- 4 tháng 12 - Nakajima Atsushi, nhà văn và giáo viên người Nhật Bản (sinh 1909)
- 21 tháng 11 - Leopold Graf Berchtold, Minister người Áo, (sinh 1863)
- 22 tháng 12 - Franz Boas, nhà nhân chủng học người Đức, (sinh 1858)